# レセダ (小惑星)
レセダ(1081 Reseda)は、小惑星帯の小惑星である。1927年8月31日にカール・ラインムートがハイデルベルクで発見した。当初は1927 QFという仮符号が付けられた。5.5年の周期で太陽の周りを回っている。
モクセイソウ科のモクセイソウ属(Reseda)にちなんで命名された。